# Ronde van Annaba
De Ronde van Annaba was een meerdaagse wielerwedstrijd in Algerije, voor het eerst georganiseerd in 2015. De wedstrijd maakte deel uit van de UCI Africa Tour, in de categorie 2.2. 

## Lijst van winnaars
*Na positieve dopingtest van originele winnaar Hichem Chaabane.

### Overwinningen per land
| Overwinningen | Land             |
| ------------- | ---------------- |
| 1             | Algerije, Italië |

2005 · 
2006 · 
2007 · 
2008 · 
2009 · 
2010 · 
2011 · 
2012 · 
2013 ·
2014 · 
2015 ·
2016 ·
2017 ·
2018 ·
2019 ·
2020 ·
2021 ·
2022 ·
2023 ·
2024 ·
2025
Belangrijkste wedstrijden

Ronde van Burkina Faso · La Tropicale Amissa Bongo · Ronde van Kameroen · Ronde van Marokko · GP Chantal Biya · Ronde van Rwanda